# Pomerium
Vous lisez un « bon article » labellisé en 2013.

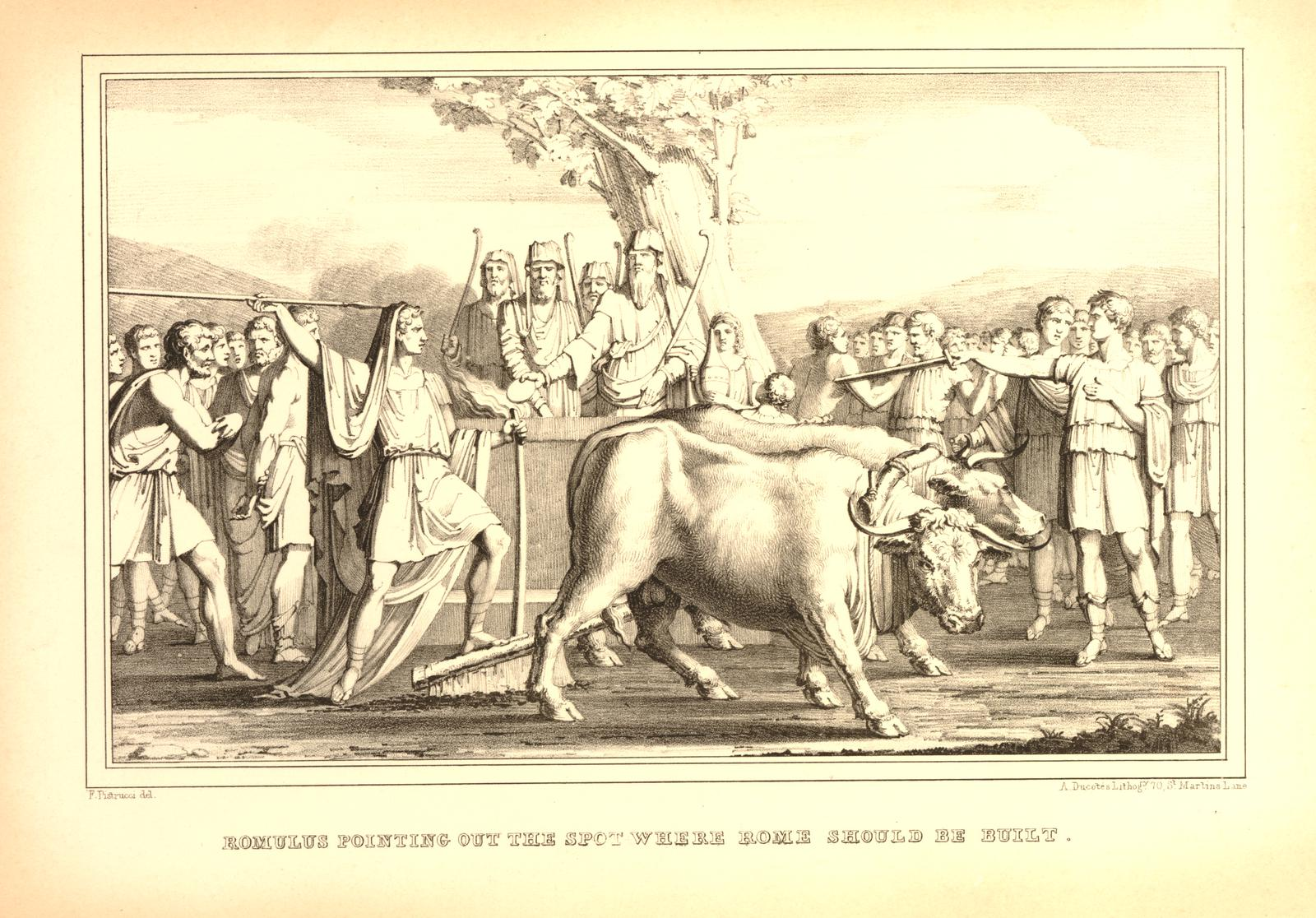
Lithographie du XIXe siècle représentant Romulus qui trace le sillon du pomerium lors de la fondation de Rome, à l'aide d'un araire à soc de bronze.

Dans la Rome antique, le pomerium (ou pomœrium) est la limite sacrée qui sépare la ville (urbs) de son territoire alentour (ager). La notion de pomerium ne s’applique qu’à Rome, aux villes anciennes du Latium et aux colonies romaines fondées rituellement.
Il forme une frontière à la fois juridique et religieuse : limite de l'autorité des tribuns de la plèbe et du pouvoir militaire (imperium militiae) ; interdiction pour l'armée de le franchir ; tenue des comices centuriates à l'extérieur du pomerium ; exclusion des sépultures et de certains lieux de culte de l’intérieur du pomerium.
Né sous la royauté romaine, le pomerium s'est agrandi à plusieurs reprises sous la République et l'Empire. Le nombre et l'importance de ces extensions sont toutefois mal connus et prêtent à discussion.

## Étymologie
La définition du pomerium a donné autant de difficultés aux anciens qu'aux modernes. Les Romains eux-mêmes avaient bien du mal à être d’accord sur la définition et l’étymologie du mot : Varron et Plutarque expliquaient pomerium par post murum, plaçant celui-ci à l’extérieur du mur d’enceinte ; d'autres auteurs, font dériver pomerium de *promoerium et le placent à l'intérieur du mur ; tandis que Tite-Live propose comme synonyme circamoerium, plaçant le pomerium de part et d'autre du mur d’enceinte.
La première étymologie (*postmoerium) est la plus généralement acceptée à la suite d’Aloïs Walde qui fait dériver pomerium de *pos + *moirion. En accord avec la seconde (*promoerium), Roland Kent place le pomerium comme un espace vide en dehors du mur d’enceinte. Le préfixe de ce mot est donc ambigu : il peut venir soit de post-, soit de pro- et signifier derrière ou devant. Par ailleurs on voit mal comment pomoerium aurait pu évoluer en pomerium avec un -e- long.
Une autre étymologie (*po + *smer) a été proposée par Roger Antaya qui fait remonter à un préfixe indo-européen *po-, de même racine que positus, pono (« poser, placer »), et à une racine indo-européenne *smer-, à rapprocher des mots grecs μέρος, μοίρα (la « part »). Selon cette étymologie, le pomerium serait une limite, une ligne de démarcation, et non la bande de terre que décrivent certaines des sources anciennes. Cette étymologie permettrait à la fois de séparer le pomerium d’une origine étrusque (par son étymologie indo-européenne) et de ne pas lier étymologiquement la notion de pomerium à la notion de mur (murus).

## Définition
S’il est clair pour les anciens comme pour les modernes que le pomerium est la limite qui sépare le territoire antique de Rome (ager romanus antiquus) et la ville (urbs), la nature exacte de cette limite reste discutée et aucun auteur antique n'en donne une définition précise.
À Rome, comme en d'autres villes italiques, le mur d'enceinte est entouré de deux bandes de terrain, l'une extérieure, l'autre intérieure, chacune limitée par des cippes,,. Les modernes se sont demandé si le pomerium était la bande intérieure, la bande extérieure, les deux bandes, ou bien simplement la ligne entre les deux. Varron définit le pomerium comme une ligne, et seule cette définition est considérée comme exacte,. Après avoir rappelé le rite dit étrusque de la charrue, utilisé lors de la fondation des villes et des colonies, il précise que la ligne immédiatement au contact des mottes de terre toutes rejetées à l'intérieur, est le pomerium lui-même. Le témoignage de Varron est confirmé par Plutarque et Tacite, ainsi que par les cippes de la colonie triumvirale de Capoue. La notion de pomerium ne s’applique qu’à Rome, aux villes anciennes du Latium et aux colonies romaines fondées rituellement.
D'après Pierre Grimal, se dégagent trois concepts distincts, qui se superposent, non sans quelque confusion dans la pratique : d'une part, le concept d’oppidum, essentiellement militaire, puis le concept d’urbs, qui est religieux, et enfin celui d’agglomération qui est seulement un état de fait. L’enceinte servienne, dont nul ne saurait nier qu’elle soit une enceinte défensive, est indépendante du pomerium, puisque, jusqu'au temps de l’empereur Claude, l’Aventin, compris à l'intérieur de l'enceinte militaire, se trouve extra pomerium,. Plus tard, lorsque les colons romains s'installent en plaine, comme à Ostie, enceinte militaire et limite pomériale peuvent sans difficulté se confondre. Ainsi, dès l’origine, il semble bien que la notion de limite pomériale soit indépendante à la fois de celle d’enceinte fortifiée et aussi de celle d'agglomération. Le vocabulaire conserve les traces de cette conception : à la notion de ville défendue répond le terme d’oppidum tandis que celui d’urbs répond à ce qu’est la ville « au regard des dieux ». Le texte de Varron ne lie pas non plus le mur réel et le tracé augural : au contraire, il les distingue en droit et les sépare en fait. La notion de pomerium ne coïncide donc nullement, ni en droit ni en fait, avec une enceinte fortifiée.
En revanche, ce même texte de Varron lie indissolublement la notion de ville (urbs) et celle de pomerium : pour avoir le titre d’urbs, il faut qu'il y ait eu constitution d’un pomerium, car celui-ci répond essentiellement à l’impératif religieux de constituer la limite pour les auspices urbains, et de signifier et préserver l'intégrité du sol auspicialement privilégié de la ville.

## Fondation

Rome dans les premières années de sa fondation au Le pomerium romuléen correspondrait à cette limite.

On ne sait pas avec certitude qui a créé le pomerium et les textes anciens manquent de précision : bien que l'on considère que Romulus a inauguré le pomerium lorsqu’il a défini la future enceinte de Rome, Tite-Live ne parle du pomerium que pour signaler que Servius Tullius l’agrandit,.
D’après la légende, lorsque Romulus trace le sillon de l'enceinte lors de la fondation de Rome en 753 av. J.-C., il effectue cette opération de fondation en tant que rex (roi), étymologiquement « tireur de trait » (cette étymologie est importante, car elle vient renforcer la notion de pomerium en tant que ligne et non comme espace). Le caractère sacré du pomerium est très fort. Lorsque Rémus, par dérision, viole cette limite en sautant au-dessus du sillon, Romulus le tue, car l'acte est vu comme sacrilège. D'après Tacite, le pomerium de Romulus correspondrait au Palatin, et l'on a suggéré qu'il pourrait coïncider avec l'itinéraire suivi lors des Lupercales (créées par Romulus) durant la course des Luperques autour de la colline.
Un texte de Varron décrit l'opération de fondation :

« Dans le Latium, bien des fondateurs de cités suivaient le rite étrusque : avec un attelage de bovins, un taureau et une vache, celle-ci sur la ligne intérieure, ils traçaient à la charrue un sillon d'enceinte […], afin de se fortifier par fossé et muraille. Le trou d'où ils avaient enlevé la terre, ils l'appelaient fossé (fossa) et la terre rejetée à l'intérieur, ils l’appelaient muraille (murus). Derrière ces éléments, le cercle (orbis) qui se trouvait tracé formait le commencement de la ville (urbis, génitif de urbs, jeu de mots), et comme ce cercle était « derrière la muraille » (post murum) on l'appela le postmoerium. Il marque la limite pour la prise des auspices urbains. Des bornes, limites du pomerium se dressent autour d'Aricie et autour de Rome… »

— Varron.
Bien que Varron présente le rite de fondation comme étrusque, on ne voit pas ce qu'il aurait de spécifiquement étrusque,. L’étymologie de rex en tant que « tireur de traits » mise en parallèle avec celle proposée pour le pomerium par Roger Antaya vont, elles aussi, dans ce sens.
Sans le rite de la charrue, le pomerium perdrait sa valeur sacrale et ne serait plus qu'une ligne administrative. Ce cercle magique protège la ville contre les influences néfastes de l'extérieur, sauf à la hauteur des portes, là où la charrue a été soulevée, où la protection est assurée par Janus, dieu des passages,.
Ceux qui souhaitent rattacher la création du pomerium à Romulus sont confortés dans leur conviction par le résultat des fouilles d’Andrea Carandini. Cet archéologue a retrouvé au pied du Palatin les fondations de plusieurs fortifications, construites chaque fois sur les remblais de la précédente. La plus ancienne, atteignant le sol nu, a été datée des années 730-720 av. J.-C. ; presque contemporaine, donc, de la date traditionnelle à laquelle on place la fondation de Rome. Si Rome a donc été constituée en cité bien avant la royauté étrusque, puisqu’elle avait un mur d’enceinte vers la fin du VIIIe siècle av. J.-C., il n’est pas déraisonnable, dans ces conditions, de considérer que la fondation de Rome est antérieure à la Rome des Tarquins et de rendre le rite de fondation et le pomerium à Romulus,.

## Limite religieuse et juridique
La séparation de l’urbs et de l’ager par le pomerium représente une dualité topographique qui affecte profondément à la fois la religion et le droit, séparant les différents types d’activités humaines et les différents types de relations avec les dieux entre celles qui doivent avoir lieu à l’intérieur de l’urbs et celles qui ne sont valables qu’au-delà du pomerium, et il n'y a aucune raison de douter que cette distinction ne remonte aux origines de la ville. C'est à l'intérieur du pomerium qu'ont lieu les activités civiques : principaux cultes religieux, activités politiques et justice civile. Si on les tient pour complémentaires, on s'abstient d'établir une dépendance entre les deux aspects religieux et constitutionnel de la distinction de l’urbs et de l’ager. Le pomerium offre une protection magique qui « est au moins aussi importante que la protection matérielle du rempart , les deux tracés ne coïncidant pas d'ailleurs obligatoirement ».

### Inauguration du pomerium
La mise en place du pomerium est un acte religieux de la plus haute importance.
L’urbs et l’ager ont la même condition de loci effati et liberati. L'effatio est la délimitation augurale par la parole ; la liberatio est l'élimination des esprits malfaisants qui l’habitent. Mais l’urbs n'est pas seulement un locus effatus et liberatus. À l'intérieur du pomerium, elle possède une qualité qui la distingue de l’ager qui l'entoure : elle est par surcroît un lieu inauguré. L'inauguration de l’urbs, très fortement attestée, est placée par la légende romuléenne sous le signe miraculeux des douze vautours qui fait de l’urbs, à l'intérieur du pomerium, une zone élue de Jupiter au sein de son territoire. Inaugurer, c’est techniquement exécuter l’acte propre aux augures. Il s’agit ici essentiellement de prendre les auspices, afin de s’assurer que l’ensemble pomérial soit accepté, que sa fonction soit reconnue par les dieux. Le rite augural fait place nette pour permettre l'installation de l'homme dans l’urbs à l'intérieur de limites précises.
Ces deux zones ont donc des statuts différents : l’ager Romanus antiquus, s'il est comme l’urbs un locus liberatus et effatus, n'est pas un locus augustus, il n'a pas été inauguré comme elle. Il a été simplement délimité (effatus) et débarrassé des esprits malfaisants (liberatus) qui l'habitaient. C'est tout ce qu'il a de commun avec l’urbs. Elle seule a été dotée de la grâce particulière des auspices romuléens. L'inauguration confère au sol de l’urbs auspicialement privilégié une valeur mystique qui exige une protection de sa pureté. Par conséquent, le droit sacré prescrit des interdits écartant les souillures qui sont rejetées sur l’ager au-delà du périmètre pomérial.

### Pomerium et Imperium
La ligne pomériale constitue la limite entre pouvoir civil (imperium domi) à l’intérieur de la ville (urbs) et plein pouvoir militaire (imperium militiae) à l'extérieur de Rome,. Si à la suite de Theodor Mommsen, la division de la notion d’imperium entre imperium domi et imperium militiae est largement acceptée,,,, la notion d’imperium est parfois réservée au seul pouvoir militaire tandis que le pouvoir civil est liée exclusivement à la notion de potestas. Mais si le débat porte sur les termes du vocabulaire du droit romain, la distinction des pouvoirs militaire et civil est, elle, bien attestée.
La différence de statut en droit sacré entre l'urbs et l’ager a pour conséquence en droit public que la compétence urbaine d'abord du roi ensuite des magistrats supérieurs est purement civile, alors que le pouvoir militaire ne s'exerce qu'en dehors de la ville, une fois que le pomerium a été franchi. L’imperium est le pouvoir militaire suprême, soigneusement limité par la limite sacrée du pomerium, à l’intérieur duquel il ne peut, sauf circonstances exceptionnelles, s’exercer. Le magistrat qui possède le pouvoir militaire a, par exemple, le droit total de vie ou de mort sur les citoyens romains en dehors du pomerium et, de fait, le droit est différent entre l'intérieur et l'extérieur du pomerium. C’est pourquoi le pouvoir des magistrats romains est limité : la puissance tribunitienne (tribunicia potestas) est restreinte à l’intérieur de Rome, tandis que le magistrat investi de l’imperium proconsulaire (imperium proconsulare) n’a de pouvoir qu’à l’extérieur du pomerium. L’imperium, comme les autres affaires militaires, reste en dehors du pomerium,.
L’imperium militaire n'est pas permanent. Il ne s'acquiert que par une cérémonie (vœux sur le capitole, prise d’auspice, tenue militaire) au départ du magistrat lorsqu’il franchit le pomerium. Le magistrat ne peut ensuite rentrer à l’intérieur du pomerium sans perdre automatiquement son imperium, (plusieurs exemples sont donnés par Dion Cassius durant la guerre civile). Il doit ensuite lorsqu’il ressort du pomerium célébrer de nouveau les rites nécessaires pour reprendre de manière légitime l’imperium. Les Romains accordent une si grande importance aux formalités nécessaires pour prendre l’imperium en franchissant le pomerium que durant la guerre civile de César, en 49 av. J.-C., les ennemis de César font attention à bien célébrer correctement les rites nécessaires bien qu'ils aient négligé d’obtenir une lex curiata leur donnant le droit de prendre l’imperium,.
Les seules exceptions à cette règle sont la cérémonie du triomphe et la magistrature extraordinaire de la dictature, le dictateur détenant les pleins pouvoirs à l’intérieur comme à l’extérieur de Rome.
Au début de la République, la compétence urbaine s'exerce à l'origine jusqu'à la limite du pomerium. Par suite de l'extension de la ville au-delà de son enceinte, cette compétence par commodité est étendue jusqu'à la première borne milliaire. L’importance du pomerium comme limite de l’imperium disparaît avec la République. Lors du passage à l’Empire, Auguste n’a d’abord que certains des pouvoirs du tribun avant que rapidement, en 23 av. J.-C., il ne reçoive la pleine puissance tribunitienne, alors que dans le même temps il exerce l’imperium proconsulaire à partir de 19 av. J.-C. Le sénat lui accorde d’être tribun à vie ainsi que les pouvoirs proconsulaires permanents, de manière qu’il n’a ni à le déposer en entrant dans l’enceinte du pomerium, ni à le reprendre ensuite. Rapidement la combinaison des pouvoirs civils et militaires aux mains d'Auguste conduit à l'abandon des restrictions spatiales de l’imperium liées au pomerium et après lui tous les empereurs obtiennent les mêmes pouvoirs sans aucune restriction. Contrairement aux magistrats républicains, les empereurs exercent ensuite sans distinction leur autorité à la fois dans la sphère civile et dans la sphère militaire. De même, durant le Ier siècle, les comices centuriates perdent de leur importance lorsque le pouvoir se déplace vers le sénat et l’empereur.

### Auspices urbains et auspices militaires
La distinction entre pouvoir civil et pouvoir militaire se reflète dans le droit des auspices, l’imperium des magistrats supérieurs étant, en effet, assorti du droit d’auspices.
Les deux pouvoirs civil et militaire correspondent à deux zones distinctes en droit sacré, l’urbs et l’ager qui ont respectivement des auspices qui leur sont propres. Le pomerium définit la limite entre les auspices urbains (auspicia urbana) et les auspices militaires (auspicia bellica),,. Aussi ces deux pouvoirs s'acquièrent-ils par des auspications différentes : le pouvoir civil par les auspices d'entrée en charge, le pouvoir militaire par les auspices de départ au Capitole.
Les pouvoirs domi et militiae correspondent à des espaces qui ont des statuts religieux indépendants. Le droit constitutionnel et le droit sacré se rejoignent. La topographie constitutionnelle recouvre la topographie sacrale. La ligne de partage est elle-même religieuse, le pomerium.
Deux exemples montrent bien l’importance que les Romains accordent à la prise d’auspices et au rôle du pomerium (et aux rites religieux en général) comme contrainte religieuse dans la vie politique et la légitimité des magistrats romains :
- le premier est raconté par Tite-Live[A 17] : en 177 av. J.-C., le consul Caius Claudius part de Rome précipitamment pour se rendre dans sa province sans prendre le temps d’accomplir les rites nécessaires. À son arrivée, le proconsul et les soldats romains refusent alors de lui obéir tant qu’il n’a pas accompli les rites d’usages. Claudius est alors obligé de retourner à Rome et d’accomplir correctement les rites de départ ;
- l’autre exemple est donné par Cicéron[A 18],[A 19] : en 162 av. J.-C.[52] Tibérius Gracchus, sortant de Rome après une séance au Sénat, oublie en retraversant le pomerium de reprendre les auspices avant de mettre en route les opérations électorales ; il n’a plus les auspices urbains, qui s’arrêtent au pomerium ; il n’a pas les auspices militaires qui lui sont nécessaires pour présider cette assemblée. Lorsqu’il s’en rend compte quelque temps plus tard à la lecture des livres auguraux, il en avertit le collège des augures qui font un rapport au sénat et les consuls élus cette année-là démissionnent pour recommencer les élections[53].

### Interdit funéraire
L'inauguration confère au sol de la ville une valeur mystique qui exige une protection de sa pureté. Celle-ci est assurée par l'interdit funéraire qui écarte de la ville les morts, sans qu'il y ait à distinguer l'incinération de l'inhumation,,, moyennant des exceptions théoriques difficiles à vérifier au profit des Vestales, des triomphateurs et dans les temps les plus reculés de quelques grandes familles comme les Valerii.
La règle elle-même est respectée tout au long de l’histoire de Rome, et les seules sépultures présentes dans l’enceinte du pomerium sont celles qui se trouvent en dehors avant un agrandissement, celles-ci n’étant dans ce cas pas déplacées. Si César réussit à faire voter en avance le privilège spécial d’avoir une tombe à l’intérieur du pomerium, ses cendres sont finalement enterrées dans son tombeau au Champ de Mars au côté de celles de sa fille Julia,.
L’interdit funéraire lié au pomerium n’est pas modifié par les empereurs. Il est au contraire réaffirmé en plusieurs occasions par Hadrien, Antonin, au temps des Sévères, et Dioclétien. Cette interdiction persiste jusqu'à la fin du IVe siècle. Les empereurs eux-mêmes respectent cet interdit, à l’exception de Trajan, dont les cendres sont amenées à Rome et conservées dans la colonne qui porte son nom. Mais cette anomalie est expliquée et justifiée par un droit prétendument traditionnel de ceux qui célèbrent un triomphe d'être enterré dans la ville. Les catacombes chrétiennes suivent cette tradition et sont donc hors du pomerium.

### Guerre et triomphe
Le caractère sacré du pomerium en exclut la mort et tout ce qui rappelle la mort. Les cadavres et dépouilles en sont donc théoriquement bannis.
Les soldats en armes, n'y pénètrent pas, sans doute parce qu'ils sont souillés par la guerre, ou plutôt parce que le pomerium délimite une autre sphère d'existence civique. À l’époque impériale, le camp de la garde prétorienne est situé juste en dehors du pomerium. Entrer dans la ville avec une armée sans la permission du sénat est donc un sacrilège. Lorsqu'en 82 av. J.-C., Sylla pénètre dans Rome à la tête de ses troupes pour y réduire, dans la violence et le sang, les partisans de Marius,, ce n'est pas le massacre en lui-même qui est considéré comme nefas mais le franchissement du pomerium, interdit à l’armée.
Pour la même raison, les comices centuriates, l'assemblée des citoyens mobilisables, ne se réunissent qu’à l’extérieur de Rome, sur le Champ de Mars, cette assemblée ayant depuis sa fondation un caractère militaire. Par conséquent, il est nefas que les comices centuriates se rassemblent à l'intérieur du pomerium, contrairement au comices curiates dont le rôle est purement civil.
En principe, l'état de paix est requis pour que les legati exterarum nationum (les ambassadeurs étrangers) soient admis dans la ville,. Le tabou de la guerre s'étend aux ambassadeurs des peuples ennemis ; ils sont reçus, si le sénat leur accorde une audience, hors du pomerium, dans le temple de Bellona.
La cérémonie du triomphe est présentée dans les sources antiques comme un événement exceptionnel et spectaculaire (tel le triomphe de Paul-Emile,). En effet, il l'est, non seulement parce qu’il est lié à une expédition victorieuse d’un général romain, et que toute campagne victorieuse n'est pas forcément fêtée par un triomphe, mais aussi parce qu’il s’agit d’une exception à l’interdiction pour l’armée de pénétrer dans le pomerium, règle que les généraux romains respectent majoritairement.
Un général romain victorieux qui désire célébrer un triomphe à son retour de campagne ne peut pas traverser le pomerium et entrer dans la ville. La demande de triomphe doit être faite lors d’une séance spéciale du sénat tenue hors du pomerium. Le sénat n’a pas l’obligation d’accorder le droit au triomphe au magistrat victorieux, il s’agit d’une faveur exceptionnelle, et tant que le triomphe n’a pas été accordé par le sénat, il doit camper avec son armée en dehors de Rome (Caius Pomptinus en est un exemple, lui qui devra attendre huit ans avant de pouvoir célébrer son triomphe). Il ne peut pas pénétrer dans le pomerium sans perdre à la fois son imperium et le droit au triomphe (ce droit est lié à l’imperium dont il est investi ; s’il perd son imperium il perd les droits qui en découlent). Ce n’est que lorsque le triomphe a été accordé par le sénat, que le triomphateur peut pénétrer à l’intérieur du pomerium avec son armée non démobilisée tout en conservant son imperium. La cérémonie du triomphe doit faire passer le triomphateur avec son armée le long de la Via Sacra pour ensuite aller au Capitole rendre grâce à Jupiter.
Caecilius Metellus Creticus et Quintus Marcius Rex ont tous les deux attendu durant des années, juste à l'extérieur du pomerium avec leur armée, dans l’espoir que le triomphe leur soit accordé. Tandis que César abandonne en 60 av. J.-C., sa demande de triomphe pour pouvoir rentrer à Rome et annoncer sa candidature pour les élections consulaire de l’année.
Le triomphe apporte donc une dérogation exceptionnelle à l'interdit guerrier, mais le passage par la porta triumphalis purifie les combattants, selon un rite semblable à celui du tigellum sororium (« poutre de la sœur ») au profit d'Horace vainqueur et assassin.
Des divinités patronnant les activités de mort et de destruction, comme Mars qui est le dieu de la fureur guerrière, Bellona, déesse de la guerre, et Vulcain qui patronne le feu et l’incendie, ne peuvent pas recevoir de sanctuaire à l'intérieur du pomerium et ont leurs temples en dehors de la ville. Mars, dieu de la guerre, a son autel in Campo et son temple dédié en 388 extra portam Capenam. Cela n'empêche pas que des lieux de culte appartenant à ces divinités, rattrapés par l'extension de la ville, subsistent à l'intérieur de cette limite : ainsi le Volcanal du Forum est maintenu à l'emplacement qu'il occupait à l'époque archaïque, mais lorsqu'on fonde un nouveau temple de Vulcain, c'est au Champ de Mars, à l'extérieur du pomerium. Cependant, Auguste s'affranchit de cette règle et installe en 2 av. J.-C. le temple de Mars vengeur sur le nouveau forum, reflétant ainsi les profonds changements imprimés par l'ère augustéenne à la religion romaine.

### Le pomerium et les dieux
Si d’après Vitruve les temples de certains dieux romains (Vénus, Mars, Vulcain et Cérès) doivent être placés à l'extérieur du pomerium pour des raisons qui touchent à la nature de ces dieux, un aspect remarqué depuis longtemps concernant l’emplacement des temples de nombreuses divinités d'origine étrangère (comme Apollon, Hercule, Diane, Junon reine, Esculape) est leur installation en dehors du pomerium. Il en a été déduit que pendant la période archaïque la zone intrapomériale était réservée aux dieux nationaux et que les divinités étrangères introduites à Rome recevaient un culte en dehors du périmètre sacré de la ville même lorsqu'elles ont été évoquées. Cette règle pomériale qui reléguait les divinités étrangères hors du pomerium a été formulée pour la première fois par Julius Ambrosch en 1839, et reprise par Georg Wissowa.
La question de savoir si l'espace pomérial était réservé aux divinités strictement romaines est débattue et complexe. Bien que de nombreux cultes clairement étrangers fussent situés en dehors du pomerium, d'autres reçurent des temples à l’intérieur de la limite religieuse de la ville. Il suffit de considérer le fait que Castor fût installé en plein Forum, plus près de l'aedes Vestae qu'aucun dieu national et Cybèle sur le Palatin pour saisir l’ambiguïté de la règle. Il s’agit dans les deux cas de dieux étrangers, venu pour le premier de la Grande-Grèce, pour l’autre d’Anatolie, qui furent installés à l’intérieur du pomerium durant la République. De même, les plus anciens rapports, politiques et religieux, de Rome avec ses voisins immédiats comme Tusculum, Lavinium, Tibur et quelques autres cités du Latium, ne se laissent pas déterminer, et l’on ne parvient pas à définir quels sont les liens particuliers qui lui permirent d'emprunter à ces villes des cultes aussitôt considérés comme nationaux et installés à l'intérieur du pomerium. Il n’est pas immédiatement clair pourquoi un culte italique non-romain aurait été considéré suffisamment « natif » pour être placé à l’intérieur du pomerium alors que d’autres cultes italiques auraient été traités comme étrangers, et placés hors du pomerium. Pour prendre en compte les exceptions apparentes, cette règle a dû être affinée au fur et à mesure, en soutenant, d’une manière ou d’une autre, que les Romains ne considéraient pas ces cultes comme étrangers. La règle est donc certainement beaucoup plus complexe que ne le pensait Georg Wissowa, et l'on ne peut pas affirmer que sous la République les divinités d'origine étrangère étaient systématiquement exclues du pomerium.
Le problème fondamental repose précisément sur la définition du terme « culte étranger ». Aucune source romaine ne traite directement de ce point ou ne donne de critère pour y répondre. Ce silence peut être instructif, car il pourrait indiquer qu’il n’était pas aussi important pour les Romains que pour les modernes de classer les cultes comme d’origine romaine ou non. Ce qui importait premièrement aux Romains était de savoir si le culte était accepté ou non comme faisant partie de la religion officielle de Rome. Une fois ce point établi, c'est plutôt la nature hostile des divinités qui doit être prise en compte : hostilité fonctionnelle, comme celle d'Apollon ou d'Hercule, ou comportement supposé hostile à l'égard des Romains, comme Isis.
La plupart des spécialistes pensent que la règle existait durant la période républicaine, mais a été ensuite renforcée sous Auguste. Si Auguste lui-même était montré comme très attentif à la distinction entre cultes romains et étrangers, dans la pratique la règle est souvent contournée :
- si Auguste lui-même bannit les rites égyptiens de l’intérieur de pomerium[A 41], restaurant, ou peut-être inventant, la règle pomériale[49], les raisons en sont essentiellement politiques et liées au conflit avec Marc Antoine durant lequel Auguste emploie une forte propagande anti-égyptienne. Virgile[A 42] décrit la bataille d'Actium comme une bataille entre les dieux romains Neptune, Vénus et Minerve contre Anubis et d’autres dieux égyptiens. Le bannissement du pomerium (justifié par l'argument religieux) et la destruction des temples d’Isis (tolérés jusqu'alors) sont alors expliqués politiquement puisqu'elle avait été la déesse tutélaire de l'Égypte, ennemie d'Auguste et des Romains[78] ;
- au contraire, le rôle donné à Apollon après la victoire d'Auguste est un bon exemple de l'utilisation personnelle qu'Auguste fait de la règle. Tant qu'Apollon était considéré comme un dieu grec, son temple (temple d'Apollon Sosianus) était situé en dehors du pomerium, sur le Champ de Mars. Auguste, se considérant sous la protection d'Apollon, et considéré lui-même comme son fils, déplacera son culte à l’intérieur et lui consacrera un sanctuaire sur le mont Palatin (temple d'Apollon Palatin), plaçant celui qui était jusqu’à présent un dieu guérisseur secondaire à la plus haute place dans le panthéon romain[78].

### Le pomerium, limite administrative
Sous l'Empire, la limite du pomerium prend un rôle administratif avec la création par Vespasien de taxes sur les marchandises entrant dans Rome, l'ansarium taxant les marchandises destinées à la vente dans la ville, et le foriculareium frappant les marchandises non transportées en amphores. En raison des controverses avec les commerçants, des bornes indicatrices durent être placées sous Marc Aurèle et Commode pour rappeler la limite d'application de cette réglementation fiscale.

## Histoire dupomerium
Le mur d'enceinte de la ville ne marque pas la limite du pomerium, pas plus que ni le pomerium, ni le mur d’enceinte ne marquent la limite de la ville habitée. Le pomerium est signalé par des cippes à chaque fois que le tracé change de direction. La distance précise entre chaque cippe est indiquée sur le cippe lui-même en pieds, et tous les cippes sont numérotés dans l’ordre dans lequel ils sont disposés le long de la ligne pomériale.
Le pomerium aurait été successivement agrandi trois fois avant la fin de la République, puis au moins deux fois durant l’Empire, seuls les agrandissements menés par Claude et Vespasien sont certains.

### Critère d’extension
L’extension du pomerium est présentée par Sénèque comme un privilège accordé aux généraux qui ont étendu le territoire romain en Italie. Tacite confirme cette déclaration, mais en liant l’agrandissement du pomerium à celui du territoire de Rome sans le restreindre à l’Italie seule. Aulu-Gelle donne une version différente de ce droit : ceux qui ont augmenté la population de Rome en capturant des territoires ennemis ont le droit d’agrandir le pomerium. L’attention ne serait donc pas forcément portée sur le territoire mais sur le corps civique. L’extension du pomerium par Servius aurait été accomplie non en lien avec la célébration d’une conquête, mais en lien avec sa réforme censitaire et l’augmentation de la population romaine. La liaison entre augmentation de la population romaine et augmentation du pomerium serait corroborée par le fait que les extensions du pomerium faites par Claude, Vespasien et Titus ont été réalisées alors qu’ils exerçaient la censure.
Certains modernes, pensent toutefois que Claude ayant voulu par-là accentuer la grandeur de ses victoires, pourrait être à l'origine de ce critère.

### Servius Tullius

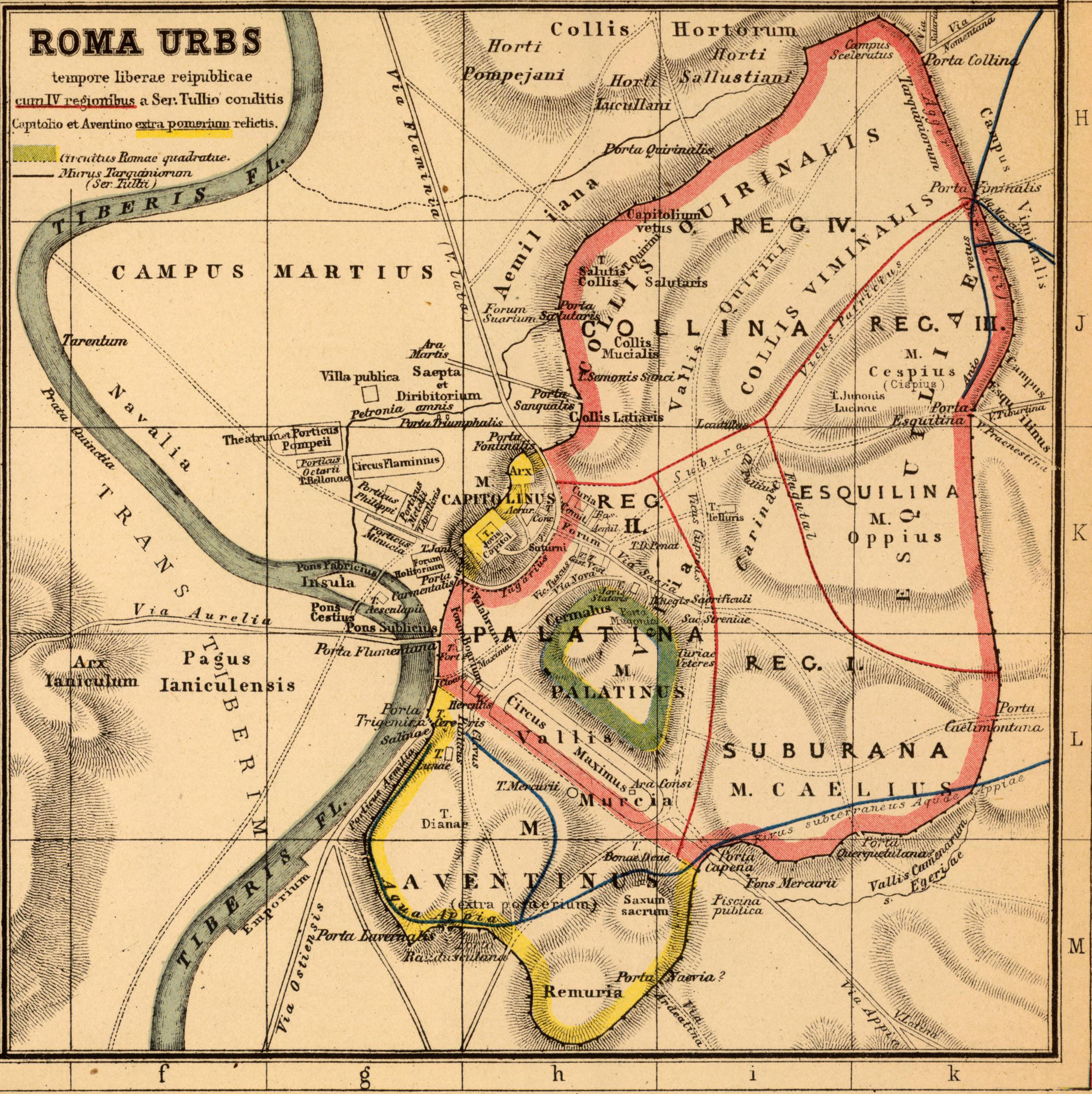
Plan de Rome à l'époque de Servius Tullius. Le pomerium est indiqué en rouge et l'on peut voir, en jaune, que le Capitole et l'Aventin ne sont pas inclus dans le pomerium.

D'après Tite-Live et Denys d'Halicarnasse, Servius Tullius, aurait agrandi le pomerium romuléen qui passait autour du Palatin et l’aurait fait coïncider, exception faite du Capitole et de l’Aventin, avec le mur d’enceinte qui lui est attribué en lui incorporant le Quirinal, le Viminal et peut-être l'Esquilin. Cependant ni Tite-Live ni Denys d'Halicarnasse ne donnent la justification par laquelle Servius Tullius aurait agrandi le pomerium.

### Sylla
Le pomerium aurait été agrandi par Sylla,,,, faisant revivre l’un des plus anciens rituels religieux qui n’avait pas été accompli depuis Servius Tullius.
La raison pour laquelle Sylla agrandit le pomerium n’est pas claire, et aucun auteur antique n'y fait référence. Il est probable que le recul de la frontière entre la Gaule cisalpine et l’Italie de l’Aesis au Rubicon fournit la justification nécessaire à Sylla pour accomplir le rite. On peut penser que Sylla a fait coïncider le pomerium avec le tracé de l'enceinte républicaine, sauf sur l'Aventin, qui est toujours maintenu extra pomerium pour des raisons apparemment religieuses.

### Jules César
D’après Cicéron, Dion Cassius et Aulu-Gelle, Jules César a agrandi le pomerium en 45 av. J.-C. à un mille romain (1,5 km) des anciennes murailles de la ville.
Cicéron, contemporain de César, témoigne que l’agrandissement du pomerium est certainement l’œuvre de César, qu’il soit réalisé de son vivant ou à titre posthume par ses exécuteurs testamentaires.

### Auguste
Malgré des sources littéraires indiquant qu’Auguste aurait agrandi le pomerium en 8 av. J.-C., il semble bien que cette extension n'a jamais eu lieu. Les indications contradictoires de Tacite, de Dion Cassius et de l’Histoire Auguste sont en général expliquées par une confusion avec la création des XIV regiones.
On dispose en effet d'excellents arguments pour mettre en doute cette extension : en 70, la Lex de imperio Vespasiani dans laquelle Vespasien reçoit le droit d’agrandir le pomerium, ne mentionne comme précédent que le cas de Claude, sans aucune mention d'Auguste. De plus, les modifications du pomerium effectuées sous Claude et sous Vespasien sont indiscutables puisqu'on a retrouvé un certain nombre des cippes correspondants, alors qu'aucun cippe indiquant une extension sous Auguste n'a jamais été retrouvé. Enfin, la valeur du témoignage de l’Histoire Auguste a été très nettement remise en cause. Ces éléments orientent donc la plupart des modernes à penser qu’Auguste n’a certainement jamais étendu le pomerium,.

### Claude

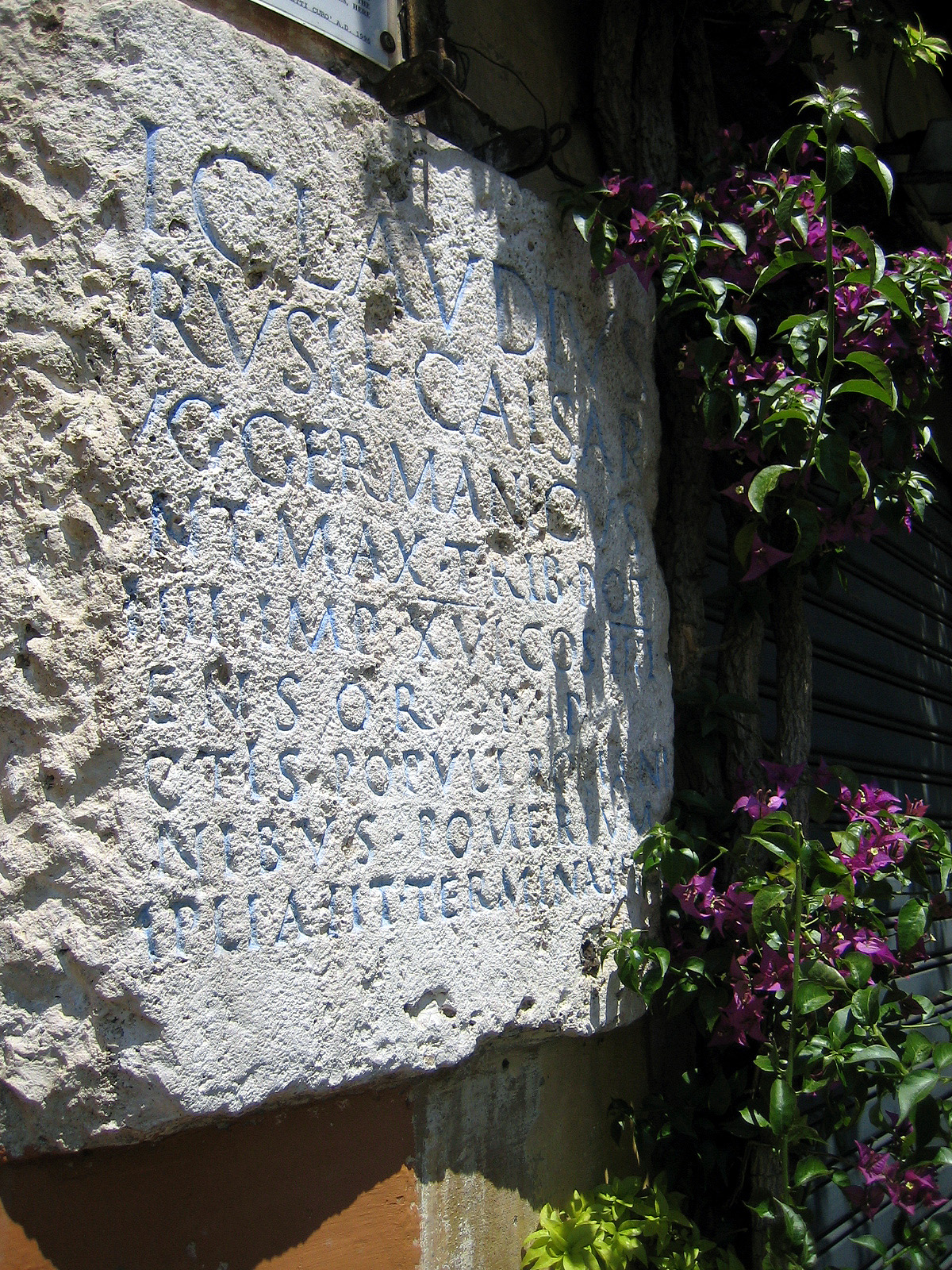
Cippe pomérial de Claude ; Rome.

En 49, Claude reçoit du Sénat le droit d'élargir le pomerium, et la conquête de la Bretagne, réalisant l’auctio populi Romani, rend légitime l'exercice de ce droit. Au printemps de l'an 49 Claude reporte vers le sud la ligne pomériale, qui n'a pas bougé dans cette direction depuis Romulus. Il inclut l'Aventin, la rive du Tibre avec le port de Rome, ses entrepôts et le Monte Testaccio. Cet élargissement est cité comme précédent dans la Lex de imperio Vespasiani et est confirmé par les différents cippes pomériaux de Claude qui ont été retrouvés,,,.
Il s’agit, avec l’extension de Vespasien, de la seule extension indiscutable car mise hors de doute à la fois par les sources épigraphiques, littéraires et archéologiques,.

### Néron
D'après l'Histoire Auguste, Néron aurait agrandi le pomerium durant son règne après avoir soumis le Pont Polémoniaque et les Alpes cottiennes. Selon Ronald Syme, l'auteur de l'Histoire Auguste qui se base sur Aurelius Victor aurait pris le verbe augere au sens propre (accroître [la ville de Rome]), tandis qu'Aurelius Victor l'employait au sens figuré (embellir la ville). Aucune autre source ne confirme cette extension, qui est donc considérée comme improbable,.

### Vespasien et Titus

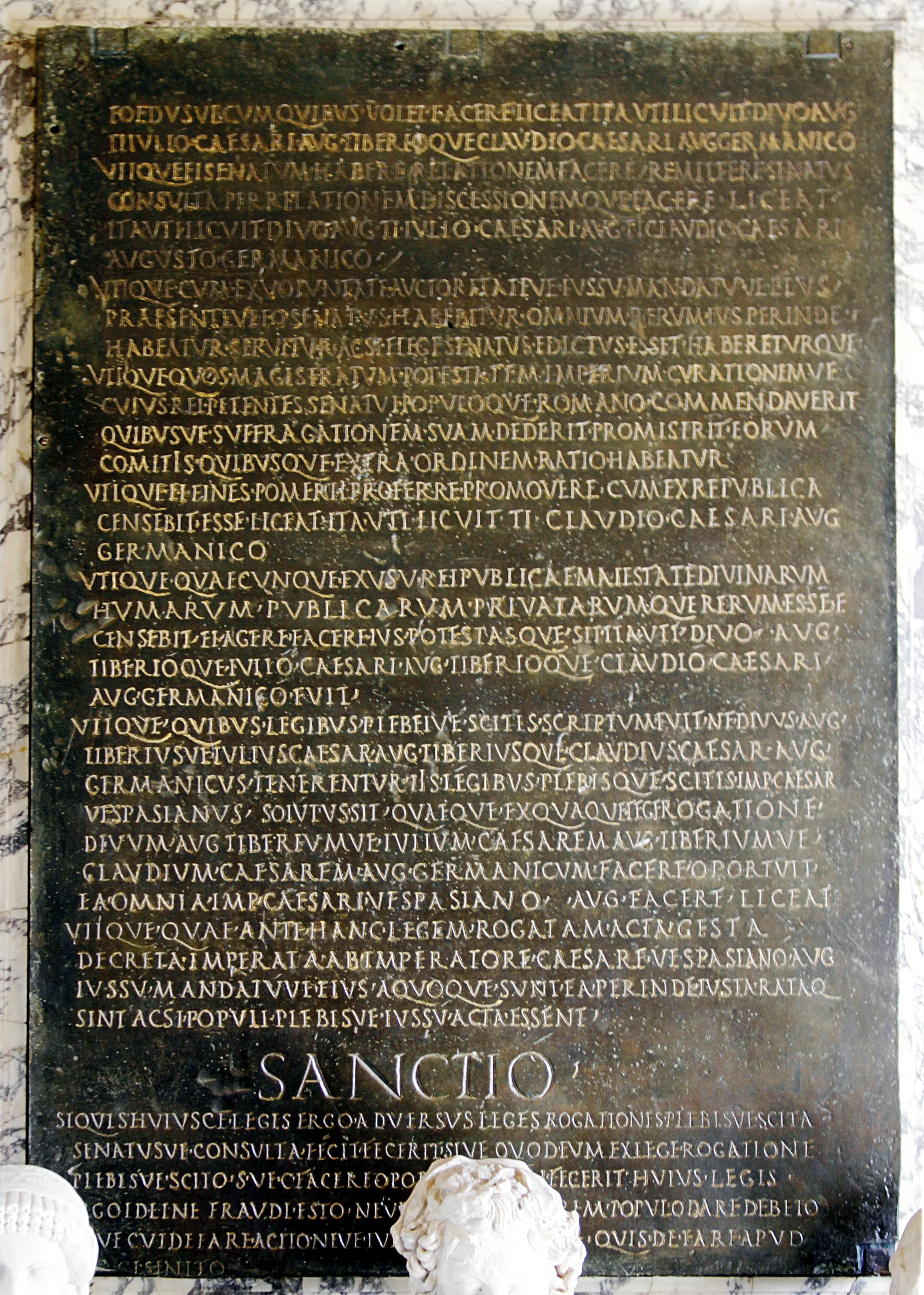
Lex de Imperio Vespasiani ; musée du Capitole, Rome.

Il s’agit de l’extension du pomerium qui est la mieux connue. La Lex de imperio Vespasiani y fait référence, et un certain nombre des cippes correspondants ont été retrouvés,, dont un encore en place, en 1930, à l'emplacement de l'ancien Champ de Mars. Il porte les titulatures de Vespasien et de Titus, rappelant l'agrandissement du pomerium réalisé par ces deux empereurs dans les premiers mois de 75, à l'expiration de leur censure.
Vespasien et Titus doivent reporter le pomerium au-delà du Tibre, limite que lui a assigné Claude, lui incorporant essentiellement une partie du Champ de Mars, l'île Tibérine et une partie du Transtévère.

### Trajan
D'après l'Histoire Auguste, Trajan aurait agrandi le pomerium durant son règne. Aucune autre source ne confirme cependant cette extension, qui est donc considérée comme peu probable,.

### Hadrien
S’il n’a pas agrandi le pomerium, Hadrien a en revanche restauré en 121 le tracé qui lui avait été donné par Vespasien et Titus.
L’un des cippes retrouvés encore en place à Rome en 1930 au cœur même de l'ancien Champ de Mars mentionne la restauration du tracé dont fut chargé en 121, sous le règne d'Hadrien, le collège des augures. Les augures ne font, cette année-là, que restaurer par un nouveau bornage un tracé déjà existant. Les deux cippes retrouvés l'un et l'autre in situ (le premier datant d'Hadrien, l’autre de Vespasien) ont le même emplacement et le même numéro d'ordre : le tracé d'Hadrien est donc identique à celui de Vespasien, et toute idée d'un élargissement du pomerium entre leurs deux règnes se trouve par-là même exclue.

### Commode
Souvent représenté en Hercule, Commode a essayé de s’identifier à la figure du fondateur de Rome. La représentation de Commode sur une monnaie en train de mener l’attelage de deux bœufs traçant un sillon avec la légende HERC(uli) ROM(ae) CONDITORI (à Hercule, fondateur de Rome), a amené certains modernes,, à interpréter cette scène comme le tracé du sillon du pomerium et à postuler l’existence d’un agrandissement du pomerium par Commode. L’interprétation de cette représentation numismatique a été fortement remise en cause, et aucun élément épigraphique ou littéraire ne venant supporter cette extension, elle est considérée comme improbable,,.

### Aurélien
D’après l’Histoire Auguste, l'empereur Aurélien aurait repoussé les limites du pomerium en 273 en même temps qu’il faisait construire un nouveau mur autour de Rome. Pourtant aucun autre élément ne vient confirmer cette information. L’absence de Claude et de Vespasien et Titus dans le passage de la Vita Aureliani rend suspect tout le passage alors qu’il s’agit des deux seules extensions pomériales confirmées et par les sources littéraires et par les sources épigraphiques. Pour Ronald Syme, l'Histoire Auguste extrapole sur l'agrandissement de l'enceinte indiqué par Aurelius Victor,. De plus Aurélien n’a pas agrandi le territoire de Rome, au contraire durant son règne, le territoire a même été réduit, comme en Dacie au nord du Danube. Il est donc possible qu'il n'y ait pas eu d'agrandissement du pomerium sous Aurélien,, soit qu’il n’a procédé qu’à une rénovation du pomerium soit que cette attribution n’a qu’un caractère laudatif qui aurait été reliée à la construction du mur défensif autour de Rome : le mur ayant une valeur militaire, et l’extension une valeur religieuse.